# آندرین تامتر
آندرین تامتر (انگلیسی: Andrine Tomter؛ زادهٔ ۵ فوریهٔ ۱۹۹۵) بازیکن فوتبال اهل نروژ است.

وی همچنین در تیم ملی فوتبال زنان نروژ بازی کرده‌است.